# ماتيوس دا سيلفا (لاعب كرة قدم)
ماتيوس دا سيلفا هو لاعب كرة قدم برازيلي في مركز الوسط، ولد في 30 أغسطس 1991 في Nossa Senhora da Glória, Sergipe ‏ في البرازيل. لعب مع نادي بونتي بريتا.

## وصلات خارجية
- ماتيوس دا سيلفا (لاعب كرة قدم) على موقع قاعدة بيانات كرة القدم.إي يو (الإنجليزية)
- ماتيوس دا سيلفا (لاعب كرة قدم) على موقع Soccerway.com (الإنجليزية)
- ماتيوس دا سيلفا (لاعب كرة قدم) على موقع AS.com (الإسبانية)